# Igreja do Espírito Santo (Ferreira do Alentejo)
A Igreja do Espírito Santo foi um edifício religioso na vila de Ferreira do Alentejo, em Portugal.

## História
A Igreja do Espírito Santo foi construída no século XVI, num período de grande expansão na vila de Ferreira do Alentejo, em que foram construídas igualmente as igrejas Matriz e da Misericórdia.
Foi demolida em 1910 ou 1911, no âmbito de uma fase de renovação urbana da vila, na sequência da Revolução Republicana de 1910. Após a sua demolição, o portal manuelino foi colocado na Igreja da Misericórdia.

## Descrição
A Igreja do Espírito Santo possuía um portal manuelino, e no cunhal de uma parede tinha sido colocada uma tampa cuniforme de uma sepultura romana.